# Liste der Kulturdenkmäler in Zwingenberg (Bergstraße)
Die folgende Liste enthält die in der Denkmaltopographie ausgewiesenen Kulturdenkmäler auf dem Gebiet  der  Stadt Zwingenberg, Kreis Bergstraße, Hessen.
Hinweis: Die Reihenfolge der Denkmäler in dieser Liste orientiert sich zunächst an Stadtteilen und anschließend der Anschrift, alternativ ist sie auch nach der Bezeichnung, der vom Landesamt für Denkmalpflege vergebenen Nummer oder der Bauzeit sortierbar.
Kulturdenkmäler werden fortlaufend im Denkmalverzeichnis des Landes Hessen durch das Landesamt für Denkmalpflege Hessen auf Basis des Hessischen Denkmalschutzgesetzes (HDSchG) geführt. Die Schutzwürdigkeit eines Kulturdenkmals hängt nicht von der Eintragung in das Denkmalverzeichnis des Landes Hessen oder der Veröffentlichung in der Denkmaltopographie ab.

## Stadtteil Rodau
| Bild            | Bezeichnung                   | Lage                                                           | Beschreibung | Bauzeit       | Objekt-Nr. |
| --------------- | ----------------------------- | -------------------------------------------------------------- | --- | ------------- | ---------- |
| weitere Bilder  |                               | Rodau, Feldstraße 4 LageFlur: 1, Flurstück: 65/2               | Eines der wenigen erhaltenen Fachwerkhäuser Rodaus: Ein giebelständiges Fachwerkwohnhaus, wahrscheinlich aus der ersten Hälfte des 19. Jahrhunderts. | 1815 bis 1825 | 1724 DDB   |
| Bild gesucht BW |                               | Rodau, Hauptstraße Lage                                        | Gesamtanlage alter Ortskern Rodau |               | 1727 DDB   |
|                 |                               | Rodau, Hauptstraße 4 LageFlur: 1, Flurstück: 26/2              | Wohnhaus einer ehemaligen Hofreite |               | 729766 DDB |
| weitere Bilder  | Ehemaliges Rat- und Schulhaus | Rodau, Hauptstraße 6 LageFlur: 1, Flurstück: 25                | Ehemaliges Rat- und Schulhaus | 1810          | 1723 DDB   |
| weitere Bilder  |                               | Rodau, Im Wiesengrund 11 LageFlur: 1, Flurstück: 13/4          | Hofanlage aus eingeschossigem, traufständigem Fachwerkwohnhaus und Satteldachscheune aus der Zeit um 1800.                                           | 1795 bis 1805 | 1725 DDB   |
| weitere Bilder  |                               | Rodau, Im Wiesengrund 13/15 LageFlur: 1, Flurstück: 16/1, 17/1 | Spätbarockes, zweigeschossiges traufständiges Doppelwohnhaus, über altem Fachwerk verputzt mit Krüppelwalmdach aus der Zeit um 1800.                 | 1795 bis 1805 | 1726 DDB   |

## Stadtteil Zwingenberg
| Bild                                                          | Bezeichnung                                                   | Lage | Beschreibung | Bauzeit                                                          | Objekt-Nr. |
| ------------------------------------------------------------- | ------------------------------------------------------------- | --- | --- | ---------------------------------------------------------------- | ---------- |
| Gesamtanlage Altstadt Zwingenberg                             | Gesamtanlage Altstadt Zwingenberg                             | Zwingenberg, Am kleinen Berg, Arresthausgasse, Auf dem Berg, Darmstädter Straße... Lage                                                         | Gesamtanlage Altstadt Zwingenberg |                                                                  | 1721 DDB   |
| weitere Bilder                                                |                                                               | Zwingenberg, Alsbacher Straße 23/25 LageFlur: 1, Flurstück: 396/2, 396/3                                                                        | Ein zweigeschossiges Doppelwohnhaus aus ca. 1925, das in neusachlichem Stil erbaut wurde. Ein aus Sandsteinen gemauerter hoher Sockel markiert den Kellerbereich. Das Dach ist als flaches Walmdach mit Schleppgaupen ausgeführt. | 1920 bis 1930                                                    | 1649 DDB   |
| weitere Bilder                                                |                                                               | Zwingenberg, Alsbacher Straße 28 LageFlur: 4, Flurstück: 159                                                                                    | Außergewöhnlich differenziert gestaltetes Wohnhaus mit steilem Satteldach. | 1900 bis 1910                                                    | 1656 DDB   |
| weitere Bilder                                                | Wohnhaus                                                      | Zwingenberg, Am Großen Berg 2 LageFlur: 1, Flurstück: 26                                                                                        | Verputztes Wohnhaus aus der zweiten Hälfte des 19. Jahrhunderts. Es diente bis 1903 der jüdischen Gemeinde als Lehrerwohnung. | 1795 bis 1805                                                    | 1718 DDB   |
| weitere Bilder                                                |                                                               | Zwingenberg, Am Großen Berg 3 LageFlur: 1, Flurstück: 23                                                                                        | Bedeutendes Anwesen aus der Zeit 1800–1850 mit massiv gemauertem Erdgeschoss und einem reich verzierten Obergeschoss in Fachwerkkonstruktion. Ursprünge eines Vorgängerbaues aus dem 15. Jahrhundert sind noch vorhanden. | 1745 bis 1755                                                    | 1657 DDB   |
| weitere Bilder                                                |                                                               | Zwingenberg, Am Großen Berg 4 LageFlur: 1, Flurstück: 22                                                                                        | Fachwerkbau aus der Zeit 1800–1850 mit einem hohen Massivsockel. Der Zugang zum Keller datiert auf das Jahr 1572. | 1572                                                             | 1658 DDB   |
| weitere Bilder                                                | Wohnhaus                                                      | Zwingenberg, Am Großen Berg 8 LageFlur: 1, Flurstück: 14                                                                                        | Bescheidenes Wohnhaus aus dem 18. Jahrhundert mit Satteldach und völlig schmucklosem Fachwerk mit Schwellenprofilierung | 1725 bis 1775                                                    | 1659 DDB   |
| weitere Bilder                                                | So genannte Kaserne                                           | Zwingenberg, Am Großen Berg 10 LageFlur: 1, Flurstück: 11                                                                                       | Zweigeschossiges Fachwerkhaus aus 1721, das vermutlich seinen Namen von fünf Landmilizsoldaten erhielt, die 1744 in dem Gebäude logierten | 1721                                                             | 1663 DDB   |
| weitere Bilder                                                | Ehem. Walbrunner Hof                                          | Zwingenberg, Am Großen Berg 12 LageFlur: 1, Flurstück: 6/1                                                                                      | Zweigeschossiges Wohnhaus, das 1420 an Hans von Walbrunn als Burglehen erteilt wurde. 1528 wurde das Haus erneuert. | 1615 bis 1625                                                    | 1660 DDB   |
| weitere Bilder                                                |                                                               | Zwingenberg, Arresthausgasse 3 LageFlur: 1, Flurstück: 230                                                                                      | Giebelständiger Fachwerkbau um 1614 mit Satteldach. | 1609 bis 1619                                                    | 1661 DDB   |
| weitere Bilder                                                | Ehemaliges Bezirksgefängnis aus dem Jahr 1827                 | Zwingenberg, Arresthausgasse 4 LageFlur: 1, Flurstück: 103/1                                                                                    | Der zweigeschossige Putzbau wurde im klassizistischen Stil erbaut. In der ersten Hälfte des 20. Jahrhunderts wurde das Gebäude zum Wohnhaus umgebaut. | 1827                                                             | 1662 DDB   |
| Arthur-Sauer-Anlage                                           | Arthur-Sauer-Anlage                                           | Zwingenberg, Arthur-Sauer-Anlage 3, 4, 5, 6, Stuckertstr. 10, 18 LageFlur: 3, Flurstück: 155/7, 155/8, 156/4, 158/4, 158/5, 158/6, 166/3, 173/7 | Die Wohnsiedlung einer „Betriebsgefolgschaft“ der Deutschen Milchwerke AG wurde 1933/34 von Georg Fehleisen, dem Nachfolger im Bensheimer Büro Heinrich Metzendorfs, geplant. Arthur Sauer war der Auftraggeber und Eigentümer. Im Dritten Reich hieß die Anlage Adolf-Hitler-Siedlung. |                                                                  | 28888 DDB  |
| weitere Bilder                                                | Die Aul                                                       | Zwingenberg, Auf dem Berg LageFlur: 1, Flurstück: 326/2                                                                                         | Die einzige erhaltene Befestigungsanlage der alten Stadtmauer ist ein zweigeschossiger Turm aus dem 14. Jahrhundert (die „Aul“) der in Bruchsteinmauerwerk und einigen Sandsteinwerkstücken erbaut wurde. Auf dem Turm befindet sich ein spitzes Kegeldach. | 1345 bis 1355                                                    | 1705 DDB   |
| weitere Bilder                                                | Evangelische Kirche (Bergkirche) und alter Friedhof           | Zwingenberg, Auf dem Berg 1, Auf dem Berg LageFlur: 1, Flurstück: 307/1, 309                                                                    | Dreischiffige Anlage mit Rechteckchor und 1701-1707 verändert. Turm mit spätgotischen Schallarkaden und Spitzhelm am Ende des südlichen Seitenschiffs. Die Emporen und der Kanzelfuß, Anfang 18. Jahrhundert. Der schlichte Bau der evangelischen Bergkirche dominiert das Bild der Zwingenberger Altstadt. Die Baugeschichte des kleinen Gotteshauses ist recht komplex und von wissenschaftlichem Interesse.                                            | 1258 Gründungsbau, 15. und 16. Jahrhundert dreischiffiger Ausbau | 1648 DDB   |
| weitere Bilder                                                | Ehemaliges Amtsgebäude                                        | Zwingenberg, Auf dem Berg 4/6 LageFlur: 1, Flurstück: 316/1                                                                                     | | 1557                                                             | 1665 DDB   |
| weitere Bilder                                                | Wohnhaus                                                      | Zwingenberg, Auf dem Berg 7 LageFlur: 1, Flurstück: 312/2                                                                                       | Fachwerkwohnhaus. | 1725 bis 1775                                                    | 1702 DDB   |
| weitere Bilder                                                | Ehemalige Schule                                              | Zwingenberg, Auf dem Berg 9 LageFlur: 1, Flurstück: 310/1                                                                                       | | 1525 bis 1575                                                    | 1703 DDB   |
| Haus Orbishöhe                                                | Haus Orbishöhe                                                | Zwingenberg, Auf der Heide 7 LageFlur: 3, Flurstück: 79/2                                                                                       | | 1912                                                             | 1706 DDB   |
| Güterschuppen                                                 | Güterschuppen                                                 | Zwingenberg, Bahnhofstraße LageFlur: 4, Flurstück: 502/10                                                                                       | Der Güterschuppen ist einer von 7 Schuppen gleichen Typs und wurde gemäß einem Plan von 1858 eingeschossig in Holzskelettbauweise für die Main-Neckar-Bahn errichtet. | 1858                                                             | 1707 DDB   |
| Bahnhof Zwingenberg                                           | Bahnhofsempfangsgebäude                                       | Zwingenberg, Bahnhofstraße 25 LageFlur: 4, Flurstück: 248/9                                                                                     | | 1846                                                             | 1651 DDB   |
| Ehemaliges Gasthaus 'Zur Bergstraße', früher 'Zum Hohenstein' | Ehemaliges Gasthaus 'Zur Bergstraße', früher 'Zum Hohenstein' | Zwingenberg, Darmstädter Straße 1 LageFlur: 1, Flurstück: 363/5                                                                                 | | 1695 bis 1705                                                    | 1708 DDB   |
| weitere Bilder                                                | Schlussstein                                                  | Zwingenberg, Darmstädter Straße 5 LageFlur: 1, Flurstück: 365                                                                                   | Der Schlussstein über dem rundbogigen Eingang des Hauses Darmstädter Straße 5 aus der späten Renaissance nennt als Datum das Jahr 1615. Es handelt sich um ein Wappenschild, das von zwei Puttenfiguren gehalten wird, und ein bürgerliches Familienzeichen zwischen den Initialen H I V (für Hans Jakob Vock) sowie eine Brezel zwischen den Initialen E B (für Elisabeth Becker) darstellt.                                                             | 1615                                                             | 28873 DDB  |
|                                                               |                                                               | Zwingenberg, Darmstädter Straße 13 LageFlur: 1, Flurstück: 415/1                                                                                | | 1745 bis 1755                                                    | 1667 DDB   |
|                                                               |                                                               | Zwingenberg, Darmstädter Straße 24 LageFlur: 4, Flurstück: 778/16                                                                               | | 1928                                                             | 1710 DDB   |
| weitere Bilder                                                | Ehemalige Fabrik 'Fissan-Werke'                               | Zwingenberg, Darmstädter Straße 34/36a LageFlur: 4, Flurstück: 225/1, 226                                                                       | | 1935                                                             | 29711 DDB  |
|                                                               |                                                               | Zwingenberg, Darmstädter Straße 37/35 LageFlur: 4, Flurstück: 181/2, 184                                                                        | | 1900 bis 1910                                                    | 1712 DDB   |
| weitere Bilder                                                | Carl-Ulrich-Jugendherberge                                    | Zwingenberg, Die Lange Schneise 11, In der Gänsweide, Auf dem Berg 23, Im Kronengarten 8 LageFlur: 1, Flurstück: 1/14, 1/4, 273/1, 305/4        | | 1930                                                             | 1704 DDB   |
| weitere Bilder                                                | Friedhof mit alter Leichenhalle und diversen Grabmälern       | Zwingenberg, Friedhofstraße 7 LageFlur: 3, Flurstück: 148/1                                                                                     | |                                                                  | 1655 DDB   |
|                                                               |                                                               | Zwingenberg, Heidelberger Straße 2 LageFlur: 1, Flurstück: 507/5                                                                                | | 1701                                                             | 1668 DDB   |
| Kindergarten                                                  | Kindergarten                                                  | Zwingenberg, Heidelberger Straße 12 LageFlur: 1, Flurstück: 503/6                                                                               | | 1898                                                             | 1669 DDB   |
| weitere Bilder                                                | Katholische Pfarrkirche Maria Himmelfahrt mit Pfarrhaus       | Zwingenberg, Heidelberger Straße 18 LageFlur: 2, Flurstück: 65/9                                                                                | | 1912                                                             | 1650 DDB   |
|                                                               |                                                               | Zwingenberg, Heidelberger Straße 20 LageFlur: 2, Flurstück: 67/5                                                                                | | 1905 bis 1915                                                    | 1690 DDB   |
|                                                               |                                                               | Zwingenberg, Heidelberger Straße 44 LageFlur: 2, Flurstück: 269/2                                                                               | | 1903                                                             | 1685 DDB   |
| weitere Bilder                                                |                                                               | Zwingenberg, Hohl 1 LageFlur: 1, Flurstück: 236/2                                                                                               | | 1735 bis 1745                                                    | 1680 DDB   |
| weitere Bilder                                                | Brunnen am Löwenplatz                                         | Zwingenberg, Löwenplatz LageFlur: 1, Flurstück: 562/59                                                                                          | Einer von zwei historischen Brunnen. | 1875 bis 1885                                                    | 1677 DDB   |
|                                                               |                                                               | Zwingenberg, Löwenplatz 4 LageFlur: 1, Flurstück: 369/5                                                                                         | | 1865 bis 1875                                                    | 1676 DDB   |
| weitere Bilder                                                | Gasthaus 'Zum Löwen'                                          | Zwingenberg, Löwenplatz 6 LageFlur: 1, Flurstück: 119/7                                                                                         | Das Gebäude ist das größte Gebäude am zentralen Löwenplatz, der seinen Namen vom Gasthaus hat. Es ist als langgestreckter, zweigeschossiger Massivbau mit 14 Fensterachsen. Er verfügt über ein Satteldach und einen für die damalige hessen-darmstädtische Bauweise typischen Schweifgiebel. Das einst lisenengegliederte Gebäude wurde in den Jahren 1970/71 wegen der Verbreiterung der Bundesstraße 3 um eine Achse verkürzt und der Giebel versetzt. | 1585 bis 1595                                                    | 1670 DDB   |
| weitere Bilder                                                | Marktbrunnen                                                  | Zwingenberg, Marktplatz LageFlur: 1, Flurstück: 562/69                                                                                          | Einer von zwei historischen Brunnen. | 1833                                                             | 1653 DDB   |
| weitere Bilder                                                | Altes Rathaus                                                 | Zwingenberg, Marktplatz 1 LageFlur: 1, Flurstück: 65/2                                                                                          | | 1838                                                             | 1652 DDB   |
| weitere Bilder                                                |                                                               | Zwingenberg, Marktplatz 3 LageFlur: 1, Flurstück: 91                                                                                            | | 1695 bis 1705                                                    | 1671 DDB   |
| weitere Bilder                                                |                                                               | Zwingenberg, Marktplatz 4 LageFlur: 1, Flurstück: 92                                                                                            | | 1725 bis 1735                                                    | 1672 DDB   |
| weitere Bilder                                                |                                                               | Zwingenberg, Marktplatz 5 LageFlur: 1, Flurstück: 93                                                                                            | | 1725 bis 1735                                                    | 1673 DDB   |
| weitere Bilder                                                | Backhaus, 'Mägdleinschule'                                    | Zwingenberg, Marktplatz 6 LageFlur: 1, Flurstück: 94/1                                                                                          | | 1603                                                             | 1674 DDB   |
| weitere Bilder                                                |                                                               | Zwingenberg, Marktplatz 11 LageFlur: 1, Flurstück: 4                                                                                            | | 1815                                                             | 1719 DDB   |
| weitere Bilder                                                |                                                               | Zwingenberg, Marktplatz 12 LageFlur: 1, Flurstück: 5                                                                                            | | 1745 bis 1755                                                    | 1678 DDB   |
| weitere Bilder                                                | Ehemalige Großherzogliche Hofapotheke                         | Zwingenberg, Marktplatz 13 LageFlur: 1, Flurstück: 63/1                                                                                         | | 1786                                                             | 1679 DDB   |
| weitere Bilder                                                |                                                               | Zwingenberg, Obergasse 3 LageFlur: 1, Flurstück: 61                                                                                             | | 1765 bis 1775                                                    | 1681 DDB   |
| weitere Bilder                                                |                                                               | Zwingenberg, Obergasse 9, Am Großen Berg LageFlur: 1, Flurstück: 562/64, 58                                                                     | | 1895 bis 1905                                                    | 1682 DDB   |
| weitere Bilder                                                |                                                               | Zwingenberg, Obergasse 13 LageFlur: 1, Flurstück: 56                                                                                            | | 1745 bis 1755                                                    | 1683 DDB   |
| weitere Bilder                                                | Gasthaus 'Zum Ochsen'                                         | Zwingenberg, Obergasse 15 LageFlur: 1, Flurstück: 55                                                                                            | | 1765                                                             | 1684 DDB   |
| weitere Bilder                                                |                                                               | Zwingenberg, Obergasse 17 LageFlur: 1, Flurstück: 54                                                                                            | | 1775 bis 1785                                                    | 1686 DDB   |
| weitere Bilder                                                |                                                               | Zwingenberg, Obergasse 21 LageFlur: 1, Flurstück: 49                                                                                            | | 1745 bis 1755                                                    | 1689 DDB   |
| weitere Bilder                                                |                                                               | Zwingenberg, Obergasse 22 LageFlur: 1, Flurstück: 73                                                                                            | | 1725 bis 1735                                                    | 1687 DDB   |
| weitere Bilder                                                |                                                               | Zwingenberg, Obergasse 23/25 LageFlur: 1, Flurstück: 48/1                                                                                       | | 1715 bis 1725                                                    | 1688 DDB   |
| weitere Bilder                                                | Ehemaliges Amtsgericht                                        | Zwingenberg, Obertor 1 LageFlur: 1, Flurstück: 101/1                                                                                            | Langgestreckter Steinbau und Volutengiebeln mit der typischen darmstädtischen Ausführung. | 1561-1563                                                        | 1691 DDB   |
| weitere Bilder                                                |                                                               | Zwingenberg, Obertor 2 LageFlur: 1, Flurstück: 3                                                                                                | | 1745 bis 1755                                                    | 1713 DDB   |
| weitere Bilder                                                |                                                               | Zwingenberg, Obertor 5 LageFlur: 1, Flurstück: 231/2                                                                                            | | 1745 bis 1755                                                    | 1714 DDB   |
| weitere Bilder                                                | Ehemaliges Gasthaus 'Krone'                                   | Zwingenberg, Obertor 6, 6A LageFlur: 1, Flurstück: 1/17, 2/8                                                                                    | | 1614                                                             | 1694 DDB   |
| weitere Bilder                                                | Wohnhaus                                                      | Zwingenberg, Obertor 8 LageFlur: 1, Flurstück: 235/1                                                                                            | | 1749                                                             | 1692 DDB   |
| weitere Bilder                                                | Gasthaus 'Zum Adler'                                          | Zwingenberg, Obertor 10 LageFlur: 1, Flurstück: 232/2                                                                                           | | 1795 bis 1805                                                    | 1693 DDB   |
| weitere Bilder                                                | Ehemaliges Beamtenhaus                                        | Zwingenberg, Orbisstraße 4/6 LageFlur: 3, Flurstück: 178/1                                                                                      | | 1920 bis 1930                                                    | 28872 DDB  |
|                                                               |                                                               | Zwingenberg, Orbisstraße 16 LageFlur: 3, Flurstück: 177/7                                                                                       | | 1919 bis 1929                                                    | 28889 DDB  |
| weitere Bilder                                                | Denkmalanlage                                                 | Zwingenberg, Orbisstraße (bei 23) LageFlur: 3, Flurstück: 86/5, 86/6                                                                            | | 1895                                                             | 28890 DDB  |
| weitere Bilder                                                |                                                               | Zwingenberg, Orbisstraße 29 LageFlur: 3, Flurstück: 55/1, 56/1                                                                                  | | 1913                                                             | 1716 DDB   |
| weitere Bilder                                                | Gefallenen-Ehrenmal                                           | Zwingenberg, Orbiswiesen LageFlur: 3, Flurstück: 57/1                                                                                           | Gefallenendenkmal des Stenografenverbandes |                                                                  | 28896 DDB  |
| weitere Bilder                                                |                                                               | Zwingenberg, Pass 3 LageFlur: 4, Flurstück: 286                                                                                                 | | 1735 bis 1745                                                    | 1695 DDB   |
| weitere Bilder                                                |                                                               | Zwingenberg, Pass 9 LageFlur: 4, Flurstück: 303/5                                                                                               | | 1735 bis 1745                                                    | 1696 DDB   |
| weitere Bilder                                                | Gasthaus 'Brauhaus'                                           | Zwingenberg, Pass 19 LageFlur: 4, Flurstück: 337/2                                                                                              | | 1795 bis 1805                                                    | 1697 DDB   |
| weitere Bilder                                                | Schule                                                        | Zwingenberg, Pass 27 LageFlur: 4, Flurstück: 364/3                                                                                              | Aus gelbem Sandstein, möglicherweise von dem Bensheimer Kreistechniker Eichler entworfene, als vierklassige Volksschule zwischen 1896 und 1898 erbaute Schule. Heute Teil der Melibokusschule. | 1898                                                             | 1698 DDB   |
| weitere Bilder                                                | Ehemaliges Pfarrhaus                                          | Zwingenberg, Pass 31 LageFlur: 4, Flurstück: 366/10                                                                                             | | 1844                                                             | 1647 DDB   |
| weitere Bilder                                                | Schlösschen, Rathaus                                          | Zwingenberg, Untergasse 16 LageFlur: 1, Flurstück: 118/1                                                                                        | |                                                                  | 28812 DDB  |
| Ehemaliger Faselstall                                         | Ehemaliger Faselstall                                         | Zwingenberg, Wiesenpromenade 8 LageFlur: 4, Flurstück: 330/4, 535/1                                                                             | | 1843                                                             | 1700 DDB   |
| weitere Bilder                                                |                                                               | Zwingenberg, Wiesenstraße 1 LageFlur: 4, Flurstück: 373/1                                                                                       | | 1781                                                             | 1699 DDB   |
| weitere Bilder                                                | Ehemalige Synagoge                                            | Zwingenberg, Wiesenstraße 5 LageFlur: 4, Flurstück: 374/1                                                                                       | | 1903                                                             | 1701 DDB   |